# Letônia nos Jogos Olímpicos de Inverno de 1924
A Letônia mandou 5 competidores para os Jogos Olímpicos de Inverno de 1924, em Chamonix, na França. A delegação não conquistou nenhuma medalha.

## Desempenho

### Esqui cross-country
| Atleta        | Evento          | Final | Final |
| Atleta        | Evento          | Total | Pos.  |
| ------------- | --------------- | ----- | ----- |
| Roberts Plūme | 18 km masculino | DNF   | DNF   |
| Roberts Plūme | 50 km masculino | DNF   | DNF   |

### Patinação de velocidade
| Atleta        | Evento                     | Final   | Final |
| Atleta        | Evento                     | Tempo   | Pos.  |
| ------------- | -------------------------- | ------- | ----- |
| Alberts Rumba | Individual geral masculino | 212.607 | 7     |
| Alberts Rumba | 500 m masculino            | 48.8    | 16    |
| Alberts Rumba | 1500 m masculino           | 2:32.0  | 10    |
| Alberts Rumba | 5000 m masculino           | 9:14.4  | 11    |
| Alberts Rumba | 10000 m masculino          | 19:14.0 | 11    |

Legenda
| Recorde mundial      | Recorde mundial (World record)               |                       | Recorde africano                      | Recorde africano (African) |                                           | Q | Classificado por posição (Qualified) |
| Recorde olímpico     | Recorde olímpico (Olympic record)            | Recorde da América    | Recorde da América (Americas)         | q                          | Classificado por melhor tempo (Qualified) |   |                                      |
| Melhor marca do ano  | Melhor marca do ano (World leading)          | Recorde asiático      | Recorde asiático (Asian)              | DNS                        | Não largou (Did not start)                |   |                                      |
| Recorde nacional     | Recorde nacional (National record)           | Recorde europeu       | Recorde europeu (European)            | DNF                        | Não terminou (Did not finish)             |   |                                      |
| Recorde pessoal      | Recorde pessoal do atleta (Personal best)    | Recorde da Oceania    | Recorde da Oceania (Oceania)          | DSQ / DQ                   | Desclassificado (Disqualified)            |   |                                      |
| Recorde da temporada | Recorde da temporada do atleta (Season best) | Recorde sul-americano | Recorde sul-americano (South America) | NM                         | Sem marca (No mark)                       |   |                                      |